# Caluire-et-Cuire
Caluire-et-Cuire je severno predmestje Lyona in občina v vzhodnoosrednjem francoskem departmaju Rhône regije Rona-Alpe. Leta 2019 je naselje imelo 43.000 prebivalcev.

## Geografija
Naselje se nahaja na severu Lyona; je za Villeurbannom in Vénissieuxom njegovo tretje največje predmestje.

## Administracija
Caluire-et-Cuire je sedež istoimenskega kantona, vključenega v okrožje Lyon.

## Zgodovina
Občina je bila uradno ustanovljena leta 1797 z združitvijo do tedaj samostojne občine Caluire s četrtjo Cuire, pred tem del občine Cuire-la-Croix-Rousse.